# Мірфат Фадл Муджалі

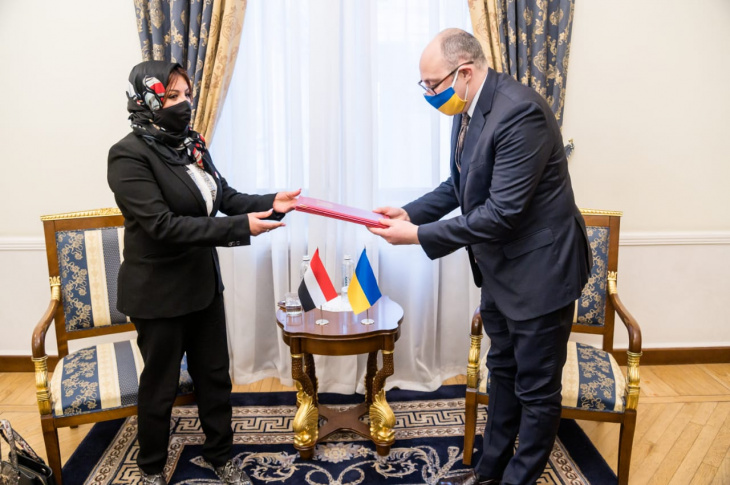
Мірфат Муджалі та Дмитро Сенік, 9 грудня 2020 року

Мірфат Фадл Муджалі (араб. ميرفت فضل مجلي; англ. Mirfat Fedhl Mujalli) — єменська дипломатка. Надзвичайний і Повноважний посол Ємену в Польщі та за сумісництвом в Україні (з 2020).

## Життєпис
З 2018 року — Надзвичайний і Повноважний Посол Ємену в Польщі.
З грудня 2020 року — Надзвичайний і Повноважний Посол Ємену в Україні з резиденцією у Варшаві.
9 грудня 2020 року — вручила копії вірчих грамот заступнику міністра закордонних справ України Дмитру Сеніку.
11 грудня 2020 року — вручила вірчі грамоти Президенту України Володимиру Зеленському.